# Joaquim Jesus Vieira
Joaquim de Jesus Vieira (ur. 17 marca 1946, zm. 6 sierpnia 2022 w Beja) – portugalski zapaśnik walczący w stylu klasycznym. Olimpijczyk z Montrealu 1976, gdzie zajął czternaste miejsce w wadze piórkowej.

## Letnie Igrzyska Olimpijskie 1976
| Konkurencja          | Rundy eliminacyjne     | Rundy eliminacyjne       | Klas. końcowa |
| Konkurencja          | Przeciwnik I           | Przeciwnik II            | Miejsce       |
| -------------------- | ---------------------- | ------------------------ | ------------- |
| 62 kg styl klasyczny | Stojan Łazarow (BGR) P | Kazimierz Lipień (POL) P | 14.           |